# Битка за Књажевац
Битка за Књажевац је вођена између српске и бугарске војске током Другог балканског рата између 4. и 7. јула 1913. Битка се завршила заузимањем српског града од стране бугарске 1. армије.